# Bois-de-Céné
 Bois-de-Céné  es una población y comuna francesa, en la región de Países del Loira, departamento de Vendée, en el distrito de Les Sables-d'Olonne y canton de Challans.

## Demografía
| 1377 | 1301 | 1214 | 1251 | 1232 | 1263 |
| Para los censos de 1962 a 1999 la población legal corresponde a la población sin duplicidades (Fuente: INSEE [Consultar]) |      |      |      |      |      |